# Gabbertje
Gabbertje is een single van de Nederlandse muziekgroep Hakkûhbar uit 1996. Het stond in 1997 als vijfde track op het album Vet heftig.

## Achtergrond
Gabbertje is geschreven door Harry de Groot, Johan Uit den Boogaard en de leden van Hakkûhbar en geproduceerd door de leden van Hakkûhbar. Het is een bewerking van het themalied van de televisieserie Swiebertje. Het lied is een parodie op de toenmalige gabberscene. Het is ontstaan nadat Bob Fosko samen met Ruben van der Meer bij kinderprogramma Erwassus een sketch over gabbers deed en tegelijkertijd Bart Vleming een film over gabbers maakte. Hierna beseften de heren dat ze hier iets mee moesten doen, dus besloten ze een lied op te nemen. Fosko had daarnaast ook al een tijdje met het idee om de titelsong van Swiebertje te coveren. Fosko ging samen met Ewart van der Horst, Bart Vleming en Ad de Feyter de muziekstudio in, waarna zowel het lied Gabbertje als de muziekgroep zelf ontstond.
De band had niet de daadwerkelijke zanger, maar Van der Meer als voorman van de groep. De reden dat niet Bob Fosko de voorman was voor het publiek, was volgens Fosko omdat Van der Meer precies wist wat hij moest doen om een gabber te persifleren, mede door zijn kale hoofd in tegenstelling tot Fosko zelf. Hiermee werd het effect van de persiflage nog meer vergroot. Van der Meer had veel over gabbers geleerd tijdens zijn diensttijd, waar veel andere mannen in militaire dienst gabber waren. Hij vond het, doordat hij ook had gezien hoe bijzonder sommige gabbers waren, het heel leuk om de scène te persifleren. In de videoclip is daarom ook Van der Meer te zien, gefilmd met een fisheyelens.
Hoewel Gabbertje vaak als duidelijke parodie wordt gezien, was het door de band niet zo bedoeld. Hierover zei Fosko het volgende: "Je kon elementen als het trainingspak, het kale hoofd en het slikken van pillen heel gemakkelijk uitvergroten. En dat was wat we deden, we wilden spelen met een fenomeen dat heel opmerkelijk was." Echter, het nummer was erg populair onder niet-gabbers door het hoge parodiegehalte; er werden meer dan 115.000 singles verkocht en werd platina. Door Gabbertje kwam er een golf aan gabberparodieën uit, zoals de andere nummers van Hakkûhbar, maar ook liedjes van artiesten als Gabber Piet en De Mosselman. Mede doordat de gabbercultuur na Gabbertje zo veel "belachelijk" werd gemaakt, stierf de gabberscène langzaam uit. De gabbers gingen zich anders kleden en meer naar genres als trance en techno luisteren. Echter, er kwam ook een nieuwe gabberbeweging op, welke Van der Meer beschreef als een "gabberstijl voor kinderen".
De B-kant van de single was Vet wel, een origineel lied van de groep. Het stond als elfde trek op hetzelfde album. Daarnaast werd er een ep met dezelfde titel uitgebracht, met naast Gabbertje en Vet wel, ook de liedjes Zo, da's glad, Dat zuigt!, Repetitie en een Hakkûh mix van Gabbertje.

## Hitnoteringen
Het lied was een enorm succes in Nederland en de groep had bescheiden succes met het lied in België. In zowel de Mega Top 50 als de Top 40 kwam de plaats tot de eerste plaats. Het stond in de Mega Top 50 drie weken op die plaats, evenlang als in de Top 40. In totaal stond het zeventien weken in de Mega Top 50 en elf weken in de Top 40. In Vlaanderen werd de Ultratop 50 niet bereikt, maar het kwam tot de achtste plaats van de Ultratip 100.